# 華県地震
華県地震（かけんじしん, 拼音: Huáxiàn Dìzhèn, ホワシェン・ディーヂェン）は、1556年1月23日（旧暦嘉靖34年12月12日）の朝に、明（中国）を襲った巨大地震である。発生時の年号・干支を取って嘉靖大地震、嘉靖乙卯大地震、もしくは発生の中心地である陝西省を取って嘉靖陝西大地震などとも称される。震源は陝西省華陰市の華山周辺で、規模はマグニチュード8.0~8.5と推定されている。
「明実録」という書物によると、この地震による死者は朝廷に報告されたものだけでも83万人に及び、人類史上最悪の震災と評されている。この地域は当時も今も窰洞（ヤオトン）と呼ばれる横穴式住居が多く、それらが地震に伴う液状化現象で一斉に崩壊して被害を大きくしたと考えられている。震源から840kmもの広範囲にわたって被害が及び、人口の60％が死亡した地域もあったとされている。